# GPR33
GPR33, G protein-spregnuti receptor 33, je protein koji je kod čoveka kodiran GPR33 genom.

## Literatura
1. ↑  Marchese A, Nguyen T, Malik P, Xu S, Cheng R, Xie Z, Heng HH, George SR, Kolakowski LF Jr, O'Dowd BF (1998). „Cloning genes encoding receptors related to chemoattractant receptors”. Genomics. 50 (2): 281—6. PMID 9653656. doi:10.1006/geno.1998.5297.
2. ↑  „Entrez Gene: GPR33 G protein-coupled receptor 33”.

## Dodatna literatura
- Römpler H; Schulz A; Pitra C;  . (2005). „The rise and fall of the chemoattractant receptor GPR33.”. J. Biol. Chem. 280 (35): 31068—75. PMID 15987686. doi:10.1074/jbc.M503586200.